# یواس‌اس روآن (دی‌دی-۴۰۵)
یواس‌اس روآن (دی‌دی-۴۰۵) (به انگلیسی: USS Rowan (DD-405)) یک کشتی بود که طول آن 340 ft 6 in بود. این کشتی در سال ۱۹۳۸ ساخته شد.